# Nomenclatura delle unità territoriali per le statistiche della Spagna
La nomenclatura delle unità territoriali statistiche della Spagna (NUTS:ES) è usata per fini statistici a livello europeo (Eurostat).
| NUTS 1             | NUTS 1                        | NUTS 1 | NUTS 2             | NUTS 2                        | NUTS 3             | NUTS 3 |
| Nome               | Area                          | Codice | Area               | Codice                        | Area               | Codice |
| ------------------ | ----------------------------- | ------ | ------------------ | ----------------------------- | ------------------ | ------ |
| Nord-ovest         |                               | ES1    | Galizia            | ES11                          | La Coruña          | ES111  |
| Nord-ovest         | Lugo                          | ES1    | Galizia            | ES11                          | ES112              |        |
| Nord-ovest         | Ourense                       | ES1    | Galizia            | ES11                          | ES113              |        |
| Nord-ovest         | Pontevedra                    | ES1    | Galizia            | ES11                          | ES114              |        |
| Nord-ovest         | Principato delle Asturie      | ES1    | ES12               | Principato delle Asturie      | ES120              |        |
| Nord-ovest         | Cantabria                     | ES1    | ES13               | Cantabria                     | ES130              |        |
| Nord-est           |                               | ES2    | Paesi Baschi       | ES21                          | Álava              | ES211  |
| Nord-est           | Gipuzkoa                      | ES2    | Paesi Baschi       | ES21                          | ES212              |        |
| Nord-est           | Biscaglia                     | ES2    | Paesi Baschi       | ES21                          | ES213              |        |
| Nord-est           | Comunità Forale della Navarra | ES2    | ES22               | Comunità Forale della Navarra | ES220              |        |
| Nord-est           | La Rioja                      | ES2    | ES23               | La Rioja                      | ES230              |        |
| Nord-est           | Aragona                       | ES2    | ES24               | Huesca                        | ES241              |        |
| Nord-est           | Aragona                       | ES2    | ES24               | Teruel                        | ES242              |        |
| Nord-est           | Aragona                       | ES2    | ES24               | Saragozza                     | ES243              |        |
| Comunità di Madrid |                               | ES3    | Comunità di Madrid | ES30                          | Comunità di Madrid | ES300  |
| Centro             |                               | ES4    | Castiglia e León   | ES41                          | Avila              | ES411  |
| Centro             | Burgos                        | ES4    | Castiglia e León   | ES41                          | ES412              |        |
| Centro             | León                          | ES4    | Castiglia e León   | ES41                          | ES413              |        |
| Centro             | Palencia                      | ES4    | Castiglia e León   | ES41                          | ES414              |        |
| Centro             | Salamanca                     | ES4    | Castiglia e León   | ES41                          | ES415              |        |
| Centro             | Segovia                       | ES4    | Castiglia e León   | ES41                          | ES416              |        |
| Centro             | Soria                         | ES4    | Castiglia e León   | ES41                          | ES417              |        |
| Centro             | Valladolid                    | ES4    | Castiglia e León   | ES41                          | ES418              |        |
| Centro             | Zamora                        | ES4    | Castiglia e León   | ES41                          | ES419              |        |
| Centro             | Castiglia-La Mancia           | ES4    | ES42               | Albacete                      | ES421              |        |
| Centro             | Castiglia-La Mancia           | ES4    | ES42               | Ciudad Real                   | ES422              |        |
| Centro             | Castiglia-La Mancia           | ES4    | ES42               | Conca                         | ES423              |        |
| Centro             | Castiglia-La Mancia           | ES4    | ES42               | Guadalajara                   | ES424              |        |
| Centro             | Castiglia-La Mancia           | ES4    | ES42               | Toledo                        | ES425              |        |
| Centro             | Estremadura                   | ES4    | ES43               | Badajoz                       | ES431              |        |
| Centro             | Estremadura                   | ES4    | ES43               | Cáceres                       | ES432              |        |
| Est                |                               | ES5    | Catalogna          | ES51                          | Barcellona         | ES511  |
| Est                | Gerona                        | ES5    | Catalogna          | ES51                          | ES512              |        |
| Est                | Lleida                        | ES5    | Catalogna          | ES51                          | ES513              |        |
| Est                | Tarragona                     | ES5    | Catalogna          | ES51                          | ES514              |        |
| Est                | Comunità Valenciana           | ES5    | ES52               | Alicante                      | ES521              |        |
| Est                | Comunità Valenciana           | ES5    | ES52               | Castellón                     | ES522              |        |
| Est                | Comunità Valenciana           | ES5    | ES52               | Valencia                      | ES523              |        |
| Est                | Isole Baleari                 | ES5    | ES53               | Ibiza e Formentera            | ES531              |        |
| Est                | Isole Baleari                 | ES5    | ES53               | Maiorca                       | ES532              |        |
| Est                | Isole Baleari                 | ES5    | ES53               | Minorca                       | ES533              |        |
| Sud                |                               | ES6    | Andalusia          | ES61                          | Almería            | ES611  |
| Sud                | Cadice                        | ES6    | Andalusia          | ES61                          | ES612              |        |
| Sud                | Cordova                       | ES6    | Andalusia          | ES61                          | ES613              |        |
| Sud                | Granada                       | ES6    | Andalusia          | ES61                          | ES614              |        |
| Sud                | Huelva                        | ES6    | Andalusia          | ES61                          | ES615              |        |
| Sud                | Jaén                          | ES6    | Andalusia          | ES61                          | ES616              |        |
| Sud                | Malaga                        | ES6    | Andalusia          | ES61                          | ES617              |        |
| Sud                | Siviglia                      | ES6    | Andalusia          | ES61                          | ES618              |        |
| Sud                | Regione di Murcia             | ES6    | ES62               | Regione di Murcia             | ES620              |        |
| Sud                | Città autonoma di Ceuta       | ES6    | ES63               | Ceuta                         | ES630              |        |
| Sud                | Città autonoma di Melilla     | ES6    | ES64               | Melilla                       | ES640              |        |
| Canarie            |                               | ES7    | Canarie            | ES70                          | El Hierro          | ES703  |
| Canarie            | Fuerteventura                 | ES7    | Canarie            | ES70                          | ES704              |        |
| Canarie            | Gran Canaria                  | ES7    | Canarie            | ES70                          | ES705              |        |
| Canarie            | La Gomera                     | ES7    | Canarie            | ES70                          | ES706              |        |
| Canarie            | Las Palmas                    | ES7    | Canarie            | ES70                          | ES707              |        |
| Canarie            | Lanzarote                     | ES7    | Canarie            | ES70                          | ES708              |        |
| Canarie            | Tenerife                      | ES7    | Canarie            | ES70                          | ES709              |        |